# Montegiardino (Corzano)
Montegiardino  è una frazione del comune di Corzano, nella Provincia di Brescia. 
Fu comune autonomo fino al 1797 quando fu aggregato al nuovo comune di Corzano.

## Idrografia
L'area di Montegiardino sorge nella cosiddetta fascia dei fontanili, un'area a cavallo tra l'alta pianura e la bassa pianura irrigua, fortemente caratterizzata dall'attività delle risogive.
Da una di queste risorgive nasce la roggia Provaglia, canale artificiale creato nel XIV sec. dai nobili Provaglio per l'irrigazione del fondo di Monticelli d'Oglio.